# اختبار الاستجابة الحرارية
اختبار الاستجابة الحرارية (TRT) يستخدم لتحديد خصائص الفعالية الحرارية للأرض. لا توجد وسيلة مباشرة لقياس التوصيلية الحرارية للأرض والمقاومة الحرارية للبئر. هذه الاختبارات الحيوية لتصميم مضخة حرارية ذات مصدر أرضي وأنظمة تخزين الطاقة الحرارية الموسمية (STES)
. يعتبر اختبار الاستجابة الحرارية طريقة غير مباشرة للقياس والتي تعتبر الطريقة الأبسط والأكثر دقة لتحديد خصائص الحرارية الفعالة - جيهلين 2002. وكان موجنسن أول من اقترح فكرة قياس الاستجابة الحرارية من الآبار في مؤتمر دولي في ستوكهولم عام (1983). حيث اقترح موجنسن ترتيبًا بسيطًا للحرارة ذات الطاقة الثابتة التي يتم ضخها من بئر أثناء قياس متوسط درجات الحرارة بالبئر.

## المعدات
يتكون النظام من بئر ونظام أنابيب ومضخة دوران ومبرد أو سخان بمعدل طاقة ثابت وتسجيل مستمر لتدفق درجات الحرارة الداخلة والخارجة. وتسمح بيانات الاستجابة الحرارية (مثل تغير لدرجات الحرارة في حفرة البئر عند ضخ/استخراج طاقة معينة) بقياس التوصيلية الحرارية الفعالة للأرض والمقاومة الحرارية للبئر.

## التوصيات
يجب أن تؤخذ التوصيات التالية في الاعتبار من أجل الاستيفاء الكامل لاختبارات الاستجابة الحرارية (Gehlin, 2002, Sanner et al., 2005  and Kharseh ):
- استخدام حمل الطاقة الثابت قدر الإمكان،
- رصد التغير في درجة حرارة الداخلة والخارجة لحفرة البئر،
- يوصى بمدة اختبار لا تقل عن 50 ساعة.

## التجهيز
قبل البدء في الاختبار، يجب تحديد درجة حرارة الأرض المستقرة. ويمكن إجراء ذلك بطرق مختلفة مثل تسجيلات درجة حرارة بئر أو عن طريق قياس درجة حرارة الماء المدار خلال حفرة البئر دون تسخين خلال 20-30 دقيقة. يتوافق متوسط درجة حرارة السائل مع متوسط درجة الحرارة المستقرة على مدى حفرة البئر. الخطوة التالية هي تشغيل السخان ونظام الرصد. أثناء الاختبار يكون انتقال الحرارة داخل محيط باطن الأرض لحفرة البئر أساسًا بالإشعاع وتكون ثابتة نسبيًا على مدى حفرة البئر.

## تحليل النتائج
هناك العديد من النماذج المستخدمة لتحليل النتيجة من أجل معرفة التوصيلية الحرارية الأرضية الفعالة والمقاومة الحرارية للبئر. إحدى هذه النماذج هو النموذج الذي وضعه خارسيه